# 吉川亜樹
吉川 亜樹（よしかわ あき、1990年8月16日 - ）は、日本のタレント、モデル、リポーター。舞夢プロ所属。

## 人物・略歴
- 大阪府堺市出身で、血液型はO型。
- 関西学院大学在学中に『ミス関学』に選ばれる。
- 身長168cm。スリーサイズは、B80cm/W58cm/H86cm。足のサイズは23.5cm。
- 趣味は茶道、陶芸、日本酒、ワイン、ヒップホップダンス、釣り、筋トレ、ゴルフ。
- 特技は正座、マニュアル車の運転、香りを利くこと。
- 日本酒学講師、日本酒利酒師、日本酒品質鑑定士、酒匠、焼酎口利酒師、茶道裏千家今日庵「助講師」、国内B級ライセンス、J.S.A.SAKE DIPLOMAの資格を持つ。

## 出演

### テレビ
- おとな旅あるき旅（テレビ大阪） - 準レギュラー（2018年8月25日 - ）

### ラジオ
- 寺谷一紀のまいど!まいど!（ラジオ関西）- アシスタント（2014年7月 - 2015年3月[1]、2017年10月 - [2]）